# Màximes de Delfos

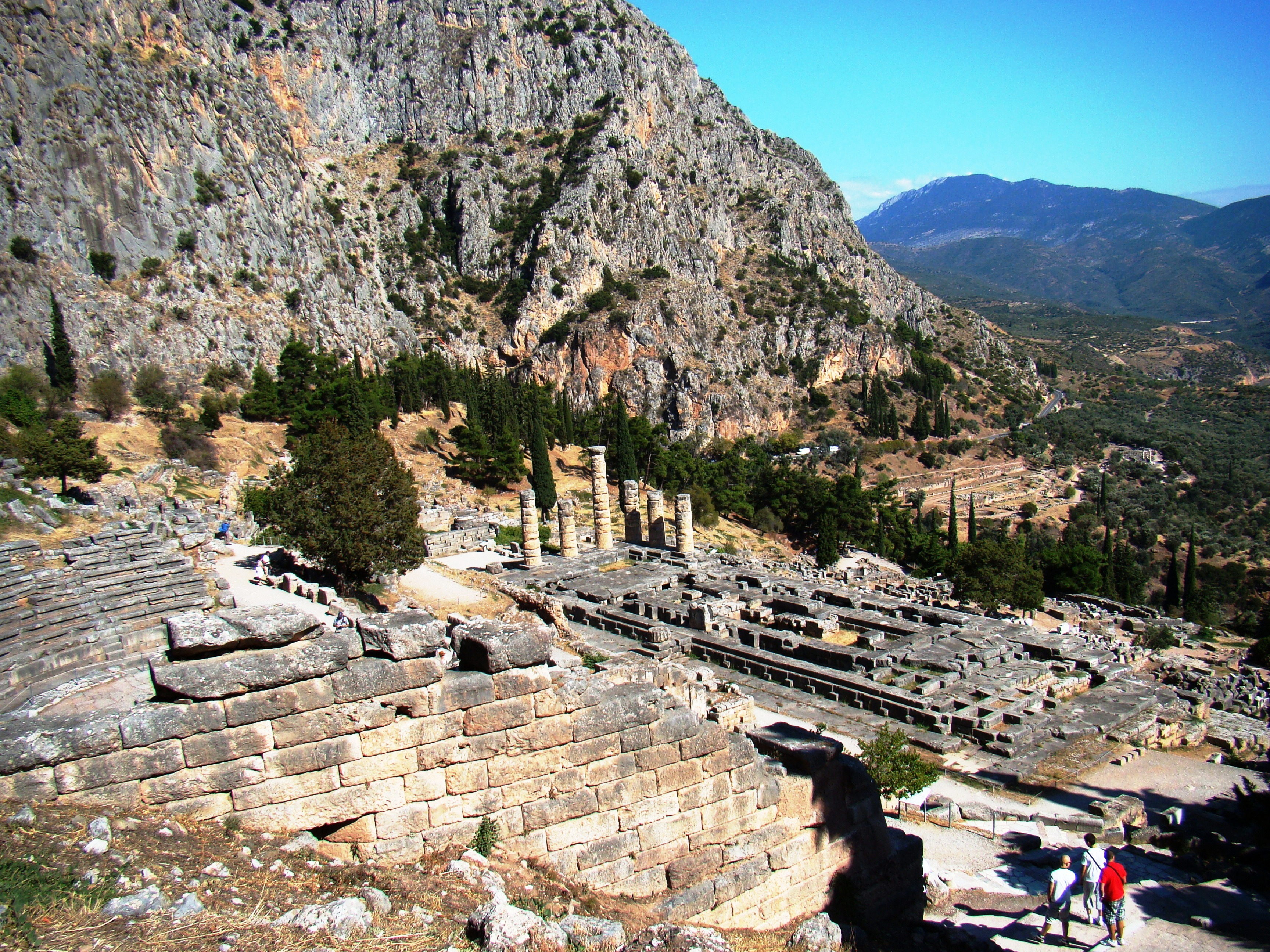
Ruïnes del Temple d'Apol·lo a Delfos

Les màximes de Delfos són un conjunt de 147 aforismes inscrits a Delfos. Originalment, es deia que les havia donat l'Oracle de Delfos del déu grec Apol·lo i, per tant, s'atribuïen al mateix Apol·lo. L'erudit Estobeu les va atribuir posteriorment als Set savis de Grècia. Tanmateix, els investigadors contemporanis creuen que l'autoria original és incerta i que probablement són proverbis populars, que més endavant s'atribuirien a savis concrets. Una de les màximes més conegudes és "coneix-te a tu mateix", que estava inscrita al Temple d'Apol·lo de Delfos.
| 147 màximes de Delfos | 147 màximes de Delfos        | 147 màximes de Delfos                    |
| #                     | Grec                         | Català                                   |
| --------------------- | ---------------------------- | ---------------------------------------- |
| 001.                  | Ἕπου θεῷ                     | Segueix Déu                              |
| 002.                  | Νόμῳ πείθου                  | Obeeix la llei                           |
| 003.                  | Θεοὺς σέβου                  | Adora els déus                           |
| 004.                  | Γονεῖς αἰδοῦ                 | Respecta els teus pares                  |
| 005.                  | Ἡττῶ ὑπὸ δικαίου             | Sotmet-te a la justícia                  |
| 006.                  | Γνῶθι μαθών                  | Saps el que has après                    |
| 007.                  | Ἀκούσας νόει                 | Percep el que has escoltat               |
| 008.                  | Σαυτὸν ἴσθι                  | Sigues/Coneix-te a tu mateix             |
| 009.                  | Γαμεῖν μέλλε                 | Tingues la intenció de casar-te          |
| 010.                  | Καιρὸν γνῶθι                 | Respon al moment oportú                  |
| 011.                  | Φρόνει θνητά                 | Pensa com a mortal                       |
| 012.                  | Ξένος ὢν ἴσθι                | Si ets estranger, actua com a estranger  |
| 013.                  | Ἑστίαν τίμα                  | Honra la casa                            |
| 014.                  | Ἄρχε σεαυτοῦ                 | Domina't a tu mateix                     |
| 015.                  | Φίλοις βοήθει                | Ajuda els teus amics                     |
| 016.                  | Θυμοῦ κράτει                 | Domina el teu caràcter                   |
| 017.                  | Φρόνησιν ἄσκει               | Sigues prudent                           |
| 018.                  | Πρόνοιαν τίμα                | Honra el bon comportament                |
| 019.                  | Ὅρκῳ μὴ χρῶ                  | No t'aprofitis de juraments              |
| 020.                  | Φιλίαν ἀγάπα                 | Estima l'amistat                         |
| 021.                  | Παιδείας ἀντέχου             | Persevera en l'educació                  |
| 022.                  | Δόξαν δίωκε                  | Persegueix l'honor                       |
| 023.                  | Σοφίαν ζήλου                 | Desitja la saviesa                       |
| 024.                  | Καλὸν εὖ λέγε                | Elogia el bé                             |
| 025.                  | Ψέγε μηδένα                  | No censuris                              |
| 026.                  | Ἐπαίνει ἀρετήν               | Elogia la virtut                         |
| 027.                  | Πρᾶττε δίκαια                | Practica el que és just                  |
| 028.                  | Φίλοις εὐνόει                | Sigues amable als amics                  |
| 029.                  | Ἐχθροὺς ἀμύνου               | Vigila amb els teus enemics              |
| 030.                  | Εὐγένειαν ἄσκει              | Exerceix la noblesa de caràcter          |
| 031.                  | Κακίας ἀπέχου                | Allunya't del mal                        |
| 032.                  | Κοινὸς γίνου                 | Sigues imparcial                         |
| 033.                  | Ἴδια φύλαττε                 | Conserva el que és teu                   |
| 034.                  | Αλλοτρίων ἀπέχου             | Evita el que pertany a la resta          |
| 035.                  | Ἄκουε πάντα                  | Escolta tothom                           |
| 036.                  | Εὔφημος ἴοθι                 | Sigues (religiosament) silenciós         |
| 037.                  | Φίλῳ χαρίζου                 | Fes un favor per un amic                 |
| 038.                  | Μηδὲν ἄγαν                   | Res en excés                             |
| 039.                  | Χρόνου φείδου                | No perdis el temps                       |
| 040.                  | Ὅρα τὸ μέλλον                | Preveu el futur                          |
| 041.                  | Ὕβριν μίσει                  | Rebutja la insolència                    |
| 042.                  | Ἱκέτας αἰδοῦ                 | Tingues respecte pels suplicants         |
| 043.                  | Πᾶσιν ἁρμόζου                | Sigues complaent amb tothom              |
| 044.                  | Υἱοὺς παίδευε                | Educa els teus fills                     |
| 045.                  | Ἔχων χαρίζου                 | Dona el que tens                         |
| 046.                  | Δόλον φοβοῦ                  | Tem l'engany                             |
| 047.                  | Εὐλόγει πάντας               | Parla bé de tothom                       |
| 048.                  | Φιλόσοφος γίνου              | Busca la saviesa                         |
| 049.                  | Ὅσια κρῖνε                   | Tria el que és diví                      |
| 050.                  | Γνοὺς πρᾶττε                 | Actua quan sàpigues                      |
| 051.                  | Φόνου ἀπέχου                 | Rebutja l'homicidi                       |
| 052.                  | Εὔχου δυνατά                 | Prega per coses possibles                |
| 053.                  | Σοφοῖς χρῶ                   | Consulta els savis                       |
| 054.                  | Ἦθος δοκίμαζε                | Posa a prova el caràcter                 |
| 055.                  | Λαβὼν ἀπόδος                 | Retorna el que reps                      |
| 056.                  | Ὑφορῶ μηδένα                 | No menyspreïs ningú                      |
| 057.                  | Τέχνῃ χρῶ                    | Fes servir les teves habilitats          |
| 058.                  | Ὃ μέλλεις, δός               | Fes el que vols fer                      |
| 059.                  | Εὐεργεσίας τίμα              | Honra un benefici                        |
| 060.                  | Φθόνει μηδενί                | No siguis gelós                          |
| 061.                  | Φυλακῇ πρόσεχε               | Sigues vigilant                          |
| 062.                  | Ἐλπίδα αἴνει                 | Elogia l'esperança                       |
| 063.                  | Διαβολὴν μίσει               | Menysprea els mentiders                  |
| 064.                  | Δικαίως κτῶ                  | Obtén possessions justament              |
| 065.                  | Ἀγαθοὺς τίμα                 | Honra les bones persones                 |
| 066.                  | Κριτὴν γνῶθι                 | Coneix el jutge                          |
| 067.                  | Γάμους κράτει                | Domina la festa                          |
| 068.                  | Τύχην νόμιζε                 | Reconeix la fortuna                      |
| 069.                  | Ἐγγύην φεῦγε                 | Fuig dels compromisos                    |
| 070.                  | Ἁπλῶς διαλέγου               | Parla planament                          |
| 071.                  | Ὁμοίοις χρῶ                  | Associa't amb els teus companys          |
| 072.                  | Δαπανῶν ἄρχου                | Governa les teves despeses               |
| 073.                  | Κτώμενος ἥδου                | Estigues content amb el que tens         |
| 074.                  | Αἰσχύνην σέβου               | Venera la sensació de vergonya           |
| 075.                  | Χάριν ἐκτέλει                | Compleix favors                          |
| 076.                  | Εὐτυχίαν εὔχου               | Prega per la felicitat                   |
| 077.                  | Τύχην στέργε                 | Agraeix la fortuna                       |
| 078.                  | Ἀκούων ὅρα                   | Observa el que has escoltat              |
| 079.                  | Ἐργάζου κτητά                | Treballa pel que pots tenir              |
| 080.                  | Ἔριν μίσει                   | Evita la confrontació                    |
| 081.                  | Ὄνειδος ἔχθαιρε              | Detesta la desgràcia                     |
| 082.                  | Γλῶτταν ἴσχε                 | Frena la llengua                         |
| 083.                  | Ὕβριν ἀμύνου                 | No siguis insolent                       |
| 084.                  | Κρῖνε δίκαια                 | Fes judicis justos                       |
| 085.                  | Χρῶ χρήμασιν                 | Fes servir el que tens                   |
| 086.                  | Ἀδωροδόκητος δίκαζε          | Jutja incorruptiblement                  |
| 087.                  | Αἰτιῶ παρόντα                | Acusa qui és present                     |
| 088.                  | Λέγε εἰδώς                   | Digues quan sàpigues                     |
| 089.                  | Βίας μὴ ἔχου                 | No depenguis de la teva força            |
| 090.                  | Ἀλύπως βίου                  | Viu sense pena                           |
| 091.                  | Ὁμίλει πρᾴως                 | Conviu dòcilment                         |
| 092.                  | Πέρας ἐπιτέλει μὴ ἀποδειλιῶν | Acaba la cursa sense rendir-te           |
| 093.                  | Φιλοφρόνει πᾶσιν             | Sigues amable amb tothom                 |
| 094.                  | Υἱοῖς μὴ καταρῶ              | No maleeixis els teus fills              |
| 095.                  | Γυναικὸς ἄρχε                | Governa la teva dona                     |
| 096.                  | Σεαυτὸν εὖ ποίει             | Busca el teu propi benefici              |
| 097.                  | Εὐπροσήγορος γίνου           | Sigues cortès                            |
| 098.                  | Ἀποκρίνου ἐν καιρῷ           | Dona la resposta oportuna                |
| 099.                  | Πόνει μετ’ εὐκλείας          | Lluita amb glòria                        |
| 100.                  | Πρᾶττε ἀμετανοήτως           | Actua sense penedir-te'n                 |
| 101.                  | Ἁμαρτάνων μετανόει           | Penedeix-te dels pecats                  |
| 102.                  | Ὀφθαλμοῦ κράτει              | Controla la mirada                       |
| 103.                  | Βουλεύου χρόνῳ               | Aconsella oportunament                   |
| 104.                  | Πρᾶττε συντόμως              | Actua ràpidament                         |
| 105.                  | Φιλίαν φύλαττε               | Protegeix l'amistat                      |
| 106.                  | Εὐγνώμων γίνου               | Sigues agraït                            |
| 107.                  | Ὁμόνοιαν δίωκε               | Persegueix l'harmonia                    |
| 108.                  | Ἄρρητον κρύπτε               | Guarda els secrets més importants        |
| 109.                  | Τὸ κρατοῦν φοβοῦ             | Tem el govern                            |
| 110.                  | Τὸ συμφέρον θηρῶ             | Persegueix el que val la pena            |
| 111.                  | Καιρὸν προσδέχου             | Accepta la mesura justa                  |
| 112.                  | Ἔχθρας διάλυε                | Acaba amb l'enemistat                    |
| 113.                  | Γῆρας προσδέχου              | Accepta la vellesa                       |
| 114.                  | Ἐπὶ ῥώμῃ μὴ καυχῶ            | No presumeixis de força                  |
| 115.                  | Εὐφημίαν ἄσκει               | Exerceix el silenci (religiós)           |
| 116.                  | Ἀπέχθειαν φεῦγε              | Fuig de l'enemistat                      |
| 117.                  | Πλούτει δικαίως              | Adquireix riquesa justament              |
| 118.                  | Δόξαν μὴ λεῖπε               | No abandonis l'honor                     |
| 119.                  | Κακίαν μίσει                 | Rebutja el mal                           |
| 120.                  | Κινδύνευε φρονίμως           | Aventura't amb prudència al perill       |
| 121.                  | Μανθάνων μὴ κάμνε            | No et cansis d'aprendre                  |
| 122.                  | Φειδόμενος μὴ λεῖπε          | No deixis de ser estalviador             |
| 123.                  | Χρησμοὺς θαύμαζε             | Admira els oracles                       |
| 124.                  | Οὓς τρέφεις, ἀγάπα           | Estima a qui cries                       |
| 125.                  | Ἀπόντι μὴ μάχου              | No t'oposis a algú absent                |
| 126.                  | Πρεσβύτερον αἰδοῦ            | Respecta la gent gran                    |
| 127.                  | Νεώτερον δίδασκε             | Ensenya a un jove                        |
| 128.                  | Πλούτῳ ἀπίστει               | No confiïs en la riquesa                 |
| 129.                  | Σεαυτὸν αἰδοῦ                | Respecta't                               |
| 130.                  | Μὴ ἄρχε ὑβρίζειν             | No comencis a ser insolent               |
| 131.                  | Προγόνους στεφάνου           | Corona els teus avantpassats             |
| 132.                  | Θνῆσκε ὑπὲρ πατρίδος         | Mor pel teu país                         |
| 133                   | Τῷ βίῳ μὴ ἄχθου              | No estiguis descontent amb la teva vida  |
| 134.                  | Ἐπὶ νεκρῷ μὴ γέλα            | No te'n riguis dels morts                |
| 135.                  | Ἀτυχοῦντι συνάχθου           | Comparteix la càrrega dels desafortunats |
| 136.                  | Χαρίζου ἀβλαβῶς              | Beneficia sense fer mal                  |
| 137.                  | Μὴ ἐπὶ παντὶ λυποῦ           | No ploris ningú                          |
| 138.                  | Ἐξ εὐγενῶν γέννα             | Fes rutes nobles                         |
| 139.                  | Ἐπαγγέλλου μηδενί            | No facis promeses                        |
| 140.                  | Φθιμένους μὴ ἀδίκει          | No traeixis els morts                    |
| 141.                  | Εὖ πάσχε ὡς θνητός           | Estigues bé com a mortal                 |
| 142.                  | Τύχῃ μὴ πίστευε              | No confiïs en la fortuna                 |
| 143.                  | Παῖς ὢν κόσμιος ἴσθι         | Com a nen comporta't bé                  |
| 144.                  | Ἡβῶν ἐγκρατής                | Com a jove sigues disciplinat            |
| 145.                  | Μέσος δίκαιος                | Com a adult sigues just                  |
| 146.                  | Πρεσβύτης εὔλογος            | Com a ancià sigues sensible              |
| 147.                  | Τελευτῶν ἄλυπος              | En arribar al final no tinguis pena      |